# خانه اصفهانی
خانه اصفهانی مربوط به دوره قاجار است و در شهرستان زرند، روستای علی‌آباد واقع شده و این اثر در تاریخ ۱۲ تیر ۱۳۸۴ با شمارهٔ ثبت ۱۲۰۰۶ به‌عنوان یکی از آثار ملی ایران به ثبت رسیده است.